# (137044) 1998 UC50
1998 يو سي 50 (ويعرف أيضًا باسم (137044) 1998 يو سي 50 وفق تسمية الكوكب الصغير) (بالإنجليزية: 1998 UC50)‏ هو كويكب ضمن حزام الكويكبات؛ وترتيبه 137044 من حيث الاكتشاف.
اكتُشف هذا الجُرم الفلكي بواسطة بحث لنكولن عن الكويكبات القريبة من الأرض في 29 أكتوبر 1998.

## وصلات خارجية
- (137044) 1998 UC50 في قاعدة بيانات مختبر الدفع النفاث لأجرام النظام الشمسي الصغيرة

- الاكتشاف · مخطط المدار ·  العناصر المدارية · المعلمات المادية

- (137044) 1998 UC50 على موقع ويكي سكاي: DSS2, SDSS, GALEX, IRAS, Hydrogen α, X-Ray, Astrophoto, Sky Map, Articles and images